# Ernesto Antonio Claramount Roseville

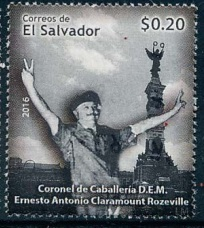
Ernesto Antonio Claramount Roseville auf einer Briefmarke der El salvadoranischen Post (2016)

Ernesto Antonio Claramount Roseville (* 1924; † Mitte Juni 2008) war ein Militär und Politiker in El Salvador.

## Leben
Ernesto Claramount Roseville war der Sohn von Blanca Roseville und Brigadegeneral Ing. Antonio Claramount Lucero (* 13. Juni 1886; † 25. Juli 1975), einem Piloten. Er besuchte die Escuela Militar General Gerardo Barrios. In den 1940er Jahren besuchte er die Kavallerieschule der Mexikanischen Armee. Im Juli 1969 war er im Krieg gegen Honduras Befehlshaber.
Das Parteienbündnis Unión Nacional Opositora stellte ihn, als er pensionierter Oberst war, zu den Wahlen am 20. Februar 1977 als Präsidentschaftskandidaten auf. Als Vizepräsident war der frühere Bürgermeister von San Salvador José Antonio Morales Ehrlich (auch: Erlich, * 1935) von der Partido Demócrata Cristiano vorgesehen.

## 1977 Unión Nacional Opositora
- Partido Demócrata Cristiano
- Movimiento Nacional Revolucionario
- Unión Democrática Nacionalista

Gegen den offensichtlichen Wahlbetrug wurde auf der Plaza de Libertad in San Salvador protestiert und die Demonstration mit etwa 100 Ermordeten unterdrückt.
Die Regierung setzte Claramount ein Ultimatum: Entweder vom Militär verhaftet zu werden, unter Hausarrest gestellt oder das Land zu verlassen. Entsprechend freiwillig wurde er mit einem Flugzeug der Luftwaffe nach Costa Rica gebracht.
Angeblich wurde Ernesto Antonio Claramount Roseville im Mai 1979 in Costa Rica von Constitutionalistas in der FAES aufgefordert, sich an die Spitze eines Putsches zu stellen.

## Offizielles Wahlergebnis
- Carlos Humberto Romero (Partido de Conciliación Nacional) erhielt 812.281 Stimmen was 67 % entsprach
- Ernesto Claramount Roseville (UNO) erhielt 394.661 Stimmen

Die Bevölkerung von El Salvador waren etwa 4,255 Millionen Menschen. Im Wählerverzeichnis waren 1.206.942 eingetragen.

## Filmthema
Im Film Romero wird die Figur des Ernesto Antonio Claramount Roseville durch Juan Pelaez gespielt.

## Stiftung
Am 22. Dezember 2008 wurde die Gründung einer Stiftung mit seinem Namen (Fundacion Coronel de Caballeria D.E.M. Ernesto Antonio Claramount Roseville) bekanntgegeben.
Er ist auf dem Friedhof Monte Elena Complejo Funerario in Antiguo Cuscatlán, La Libertad, beigesetzt.